# Prémios do Cinema Europeu de 2001
A 14ª Edição dos Prémios do Cinema Europeu (em inglês: 14th European Film Awards) foi apresentada no dia 1 de dezembro de 2001, por Mel Smith. Esta edição ocorreu em Berlim, Alemanha.

## Vencedores e nomeados
A cor de fundo       indica os vencedores.

### Melhor filme
| Filme                               | Título no Brasil                     | Título em Portugal           | Diretor/Realizador  | Produção (país)  |
| ----------------------------------- | ------------------------------------ | ---------------------------- | ------------------- | ---------------- |
| Le Fabuleux Destin d'Amélie Poulain | O Fabuloso Destino de Amélie Poulain | O Fabuloso Destino de Amélie | Jean-Pierre Jeunet  | França           |
| Bridget Jones's Diary               | O Diário de Bridget Jones            | O Diário de Bridget Jones    | Sharon Maguire      | Reino Unido      |
| Das Experiment                      | A Experiência                        | A Experiência                | Oliver Hirschbiegel | Alemanha         |
| Intimacy                            | Intimidade                           | Intimidade                   | Patrice Chéreau     | França / Itália  |
| Italiensk For Begyndere             | Italiano para Principiantes          | Italiano para Principiantes  | Lone Scherfig       | Dinamarca        |
| La Pianiste                         | A Professora de Piano                | A Pianista                   | Michael Haneke      | França / Áustria |
| La stanza del figlio                | O Quarto do Filho                    | O Quarto do Filho            | Nanni Moretti       | Itália           |
| The Others                          | Os Outros                            | Os Outros                    | Alejandro Amenábar  | Espanha          |

### Melhor realizador/diretor
| Realizador/Diretor | Nacionalidade (país) | Filme                                     | Título no Brasil                     | Título em Portugal           |
| ------------------ | -------------------- | ----------------------------------------- | ------------------------------------ | ---------------------------- |
| Jean-Pierre Jeunet | França               | Le Fabuleux Destin d'Amélie Poulain       | O Fabuloso Destino de Amélie Poulain | O Fabuloso Destino de Amélie |
| José Luis Garci    | Espanha              | You're the One (una historia de entonces) |                                      |                              |
| Péter Gothár       | Hungria              | Paszport                                  |                                      |                              |
| Ermanno Olmi       | Itália               | Il mestiere delle armi                    | O Objetivo das Armas                 | A Profissão das Armas        |
| François Ozon      | França               | Sous le sable                             | Sob a Areia                          | Sob a Areia                  |
| Éric Rohmer        | França               | L'anglaise et le duc                      | A Inglesa e o Duque                  | A Inglesa e o Duque          |

### Melhor ator
| Ator                                                                    | Nacionalidade (país) | Filme                 | Título no Brasil | Título em Portugal |
| ----------------------------------------------------------------------- | -------------------- | --------------------- | ---------------- | ------------------ |
| Ben Kingsley                                                            | Reino Unido          | Sexy Beast            |                  |                    |
| Jesper Christensen                                                      | Dinamarca            | Bænken                |                  |                    |
| Branko Đurić                                                            | Iugoslávia           | No Man's Land         | Terra de Ninguém | Terra de Ninguém   |
| Michael Caine, Tom Courtenay, David Hemmings, Bob Hoskins, Ray Winstone | Reino Unido          | Last Orders           | O Último Adeus   |                    |
| Michel Piccoli                                                          | Itália               | Je rentre à la maison |                  | Vou Para Casa      |
| Stellan Skarsgård                                                       | Suécia               | Taking Sides          |                  |                    |

### Melhor atriz
| Atriz              | Nacionalidade (país) | Filme                               | Título no Brasil                     | Título em Portugal           |
| ------------------ | -------------------- | ----------------------------------- | ------------------------------------ | ---------------------------- |
| Isabelle Huppert   | França               | La pianiste                         | A Professora de Piano                | A Pianista                   |
| Ariane Ascaride    | França               | La ville est tranquille             | A Cidade Está Tranqüila              |                              |
| Laura Morante      | Itália               | La stanza del figlio                | O Quarto do Filho                    | O Quarto do Filho            |
| Charlotte Rampling | Reino Unido          | Sous le sable                       | Sob a Areia                          | Sob a Areia                  |
| Stefania Sandrelli | Itália               | L'ultimo bacio                      | O Último Beijo                       | O Último Beijo               |
| Audrey Tautou      | França               | Le fabuleux destin d'Amélie Poulain | O Fabuloso Destino de Amélie Poulain | O Fabuloso Destino de Amélie |

### Melhor argumentista/roteirista
| Argumentista/Roteirista                                     | Nacionalidade (país) | Filme                   | Título no Brasil        | Título em Portugal   |  |
| ----------------------------------------------------------- | -------------------- | ----------------------- | ----------------------- | -------------------- |  |
| Danis Tanović                                               | Bósnia e Herzegovina | No Man's Land           |                         |                      |  |
| Laurent Cantet Robin Campillo                               | França               | L'Emploi du temps       | A Agenda                | O Emprego do Tempo   |  |
| Michael Haneke                                              | Áustria              | La Pianiste             | A Professora de Piano   | A Pianista           |  |
| Achero Mañas                                                | Espanha              | El Bola                 |                         |                      |  |
| Jean-Louis Milesi Robert Guédiguian                         | França               | La ville est tranquille | A Cidade Está Tranqüila |                      |  |
| Ettore Scola Silvia Scola Giacomo Scarpelli Furio Scarpelli | Itália               | Concorrenza sleale      | Concorrência Desleal    | Concorrência Desleal |  |

### Melhor diretor de fotografia
| Diretor de fotografia | Nacionalidade (país) | Filme                               | Título no Brasil                     | Título em Portugal           |
| --------------------- | -------------------- | ----------------------------------- | ------------------------------------ | ---------------------------- |
| Bruno Delbonnel       | França               | Le Fabuleux Destin d'Amélie Poulain | O Fabuloso Destino de Amélie Poulain | O Fabuloso Destino de Amélie |
| Tamás Babos           | Hungria              | Paszport                            |                                      |                              |
| Éric Gautier          | França               | Intimacy                            | Intimidade                           | Intimidade                   |
| Frank Griebe          | Alemanha             | Der Krieger und die Kaiserin        | A Princesa e o Guerreiro             | A Princesa e o Guerreiro     |
| Rein Kotov            | Estónia              | Karu süda                           |                                      |                              |
| Fabio Olmi            | Itália               | Il mestiere delle armi              | O Objetivo das Armas                 | A Profissão das Armas        |

### Melhor documentário
| Documentário         | Título no Brasil | Título em Portugal | Diretor/Realizador          | Produção (país)                 |
| -------------------- | ---------------- | ------------------ | --------------------------- | ------------------------------- |
| Black Box BRD        |                  |                    | Andres Veiel                | Alemanha                        |
| Casting              |                  |                    | Emmanuel Finkiel            | França                          |
| Elegiya dorogi       |                  |                    | Aleksandr Sokurov           | França / Rússia / Países Baixos |
| Heftig og begeistret |                  |                    | Knut Erik Jensen            | Noruega                         |
| Joutilaat            |                  |                    | Susanna Helke Virpi Suutari | Finlândia                       |
| Super 8 Stories      |                  |                    | Emir Kusturica              | Alemanha / Itália               |

### Filme revelação
| Filme               | Título no Brasil | Título em Portugal    | Diretor/Realizador   | Produção (país)              |
| ------------------- | ---------------- | --------------------- | -------------------- | ---------------------------- |
| El Bola             |                  |                       | Achero Mañas         | Espanha                      |
| alaska.de           |                  |                       | Esther Gronenborn    | Alemanha                     |
| De zee die denkt    |                  |                       | Gert de Graaff       | Países Baixos                |
| Hundstage           |                  |                       | Ulrich Seidl         | Áustria                      |
| Jalla! Jalla!       |                  |                       | Josef Fares          | Suécia                       |
| Kleistoi dromoi     |                  |                       | Stavros Ioannou      | Grécia                       |
| Last Resort         |                  | A Última Oportunidade | Paweł Pawlikowski    | Reino Unido                  |
| Lovely Rita         |                  |                       | Jessica Hausner      | Áustria                      |
| Maimil              |                  |                       | Aktan Arym Kubat     | França / Quirguistão / Japão |
| Szczęśliwy człowiek |                  |                       | Małgorzata Szumowska | Polónia                      |

### Prémio FIPRESCI
| Filme                   | Título no Brasil        | Título em Portugal | Diretor/Realizador | Produção (país) |
| ----------------------- | ----------------------- | ------------------ | ------------------ | --------------- |
| La ville est tranquille | A Cidade Está Tranqüila |                    | Robert Guédiguian  | França          |

### Melhor curta-metragem
Os nomeados para Melhor Curta-Metragem foram selecionados por um júri independente em vários festivais de cinema por toda a Europa.
| Curta-metragem       | Diretor/Realizador                       | Produção (país) | Festival                  |
| -------------------- | ---------------------------------------- | --------------- | ------------------------- |
| Je t'aime John Wayne | Toby MacDonald                           | Reino Unido     | Festival de Londres       |
| Kuppet               | Frederik Meldal Nørgaard Dennis Petersen | Dinamarca       | Festival de Gent          |
| Lo básico            | José García Hernández                    | Espanha         | Festival de Valladolid    |
| Peau de vache        | Gérald Hustache-Mathieu                  | França          | Festival de Angers        |
| Å se en båt med seil | Anja Breien                              | Noruega         | Festival de Berlim        |
| Svitjod 2000+        | David Flamholc Mårten Nilsson            | Suécia          | Festival de Tampere       |
| Better or Worse?     | Jocelyn Cammack                          | Reino Unido     | Festival de Grimstad      |
| Corpo e Meio         | Sandro Aguilar                           | Portugal        | Festival de Vila do Conde |
| Copy Shop            | Virgil Widrich                           | Áustria         | Festival de Sarajevo      |
| Meska sprawa         | Sławomir Fabicki                         | Polónia         | Festival de Edimburgo     |
| Freunde              | Jan Krüger                               | Alemanha        | Festival de Veneza        |

### Melhor filme não europeu
| Filme                             | Título no Brasil                | Título em Portugal            | Diretor/Realizador | Produção (país)            |
| --------------------------------- | ------------------------------- | ----------------------------- | ------------------ | -------------------------- |
| Moulin Rouge!                     | Moulin Rouge - Amor em Vermelho | Moulin Rouge!                 | Baz Luhrmann       | Estados Unidos / Austrália |
| Baran                             |                                 | Baran                         | Majid Majidi       | Irão                       |
| The Believer                      | Tolerância Zero                 | O Crente                      | Henry Bean         | Estados Unidos             |
| Lagaan: Once Upon a Time in India | Lagaan - Era Uma Vez na Índia   | Lagaan - Era Uma Vez na Índia | Ashutosh Gowariker | Índia                      |
| Qian xi man po                    |                                 |                               | Hsiao-hsien Hou    | Taiwan                     |
| Monsoon Wedding                   | Um Casamento à Indiana          | Casamento Debaixo de Chuva    | Mira Nair          | Índia                      |
| Kandahar                          | A Caminho de Kandahar           | Kandahar                      | Mohsen Makhmalbaf  | Irão                       |
| Y tu mamá también                 | E Sua Mãe Também                | E a Tua Mãe Também            | Alfonso Cuarón     | México                     |

### Prémio de carreira
- Monty Python

### Prémio de mérito europeu no Cinema Mundial
- Ewan McGregor

### Prémio do Público
O vencedor dos Prémios Jameson Escolha do Público foram escolhidos por votação on-line.

#### Melhor realizador/diretor
| Realizador/Diretor  | Nacionalidade (país) | Filme                               | Título no Brasil                     | Título em Portugal            |
| ------------------- | -------------------- | ----------------------------------- | ------------------------------------ | ----------------------------- |
| Jean-Pierre Jeunet  | França               | Le Fabuleux Destin d'Amélie Poulain | O Fabuloso Destino de Amélie Poulain | O Fabuloso Destino de Amélie  |
| Jean-Jacques Annaud | França               | Enemy at the Gates                  | Círculo do Fogo                      | Inimigo às Portas             |
| Patrice Chéreau     | França               | Intimacy                            | Intimidade                           | Intimidade                    |
| Álex de la Iglesia  | Espanha              | La comunidad                        |                                      | A Comunidade                  |
| Christophe Gans     | França               | Le pacte des loups                  | O Pacto dos Lobos                    | O Pacto dos Lobos             |
| Lasse Hallström     | Suécia               | Chocolat                            | Chocolate                            | Chocolate                     |
| Michael Haneke      | Áustria              | La Pianiste                         | A Professora de Piano                | A Pianista                    |
| Oliver Hirschbiegel | Alemanha             | Das Experiment                      | A Experiência                        | A Experiência                 |
| Mathieu Kassovitz   | França               | Les rivières pourpres               | Rios Vermelhos                       | Os Crimes dos Rios de Púrpura |
| Sharon Maguire      | Reino Unido          | Bridget Jones's Diary               | O Diário de Bridget Jones            | O Diário de Bridget Jones     |
| Nanni Moretti       | Itália               | La stanza del figlio                | O Quarto do Filho                    | O Quarto do Filho             |
| Lone Scherfig       | Dinamarca            | Italiensk For Begyndere             | Italiano para Principiantes          | Italiano para Principiantes   |
| Santiago Segura     | Espanha              | Torrente 2: Misión en Marbella      | Torrente 2 - Missão Marbella         | Torrente - Missão em Marbella |
| Ridley Scott        | Reino Unido          | Hannibal                            | Hannibal                             | Hannibal                      |
| Giuseppe Tornatore  | Itália               | Malèna                              | Malena                               | Malèna                        |
| Tom Tykwer          | Alemanha             | Der Krieger und die Kaiserin        | A Princesa e o Guerreiro             |                               |

#### Melhor ator
| Ator              | Nacionalidade (país) | Filme                               | Título no Brasil                     | Título em Portugal                    |
| ----------------- | -------------------- | ----------------------------------- | ------------------------------------ | ------------------------------------- |
| Colin Firth       | Reino Unido          | Bridget Jones's Diary               | O Diário de Bridget Jones            | O Diário de Bridget Jones             |
| Stefano Accorsi   | Itália               | Le fate ignoranti                   | Um Amor Quase Perfeito               |                                       |
| Moritz Bleibtreu  | Alemanha             | Das Experiment                      | A Experiência                        | A Experiência                         |
| Vincent Cassel    | França               | Les rivières pourpres               | Rios Vermelhos                       | Os Crimes dos Rios de Púrpura         |
| Benno Fürmann     | Alemanha             | Der Krieger und die Kaiserin        | A Princesa e o Guerreiro             |                                       |
| Hugh Grant        | Reino Unido          | Bridget Jones's Diary               | O Diário de Bridget Jones            | O Diário de Bridget Jones             |
| Mathieu Kassovitz | França               | Le Fabuleux Destin d'Amélie Poulain | O Fabuloso Destino de Amélie Poulain | O Fabuloso Destino de Amélie          |
| Jude Law          | Reino Unido          | Enemy at the Gates                  | Círculo do Fogo                      | Inimigo às Portas                     |
| Benoît Magimel    | França               | La Pianiste                         | A Professora de Piano                | A Pianista                            |
| Nanni Moretti     | Itália               | La stanza del figlio                | O Quarto do Filho                    | O Quarto do Filho                     |
| Jean Reno         | França / Espanha     | Les rivières pourpres               | Rios Vermelhos                       | Os Crimes dos Rios de Púrpura         |
| Mark Rylance      | Reino Unido          | Intimacy                            | Intimidade                           | Intimidade                            |
| Santiago Segura   | Espanha              | Torrente 2: Misión en Marbella      | Torrente 2 - Missão Marbella         | Torrente - Missão em Marbella         |
| Ondřej Vetchý     | Chéquia              | Dark Blue World                     | Num Céu Azul Escuro                  | Dark Blue World - Nas Asas do Coração |
| Ray Winstone      | Reino Unido          | Sexy Beast                          |                                      |                                       |

#### Melhor atriz
| Atriz              | Nacionalidade (país) | Filme                               | Título no Brasil                     | Título em Portugal           |
| ------------------ | -------------------- | ----------------------------------- | ------------------------------------ | ---------------------------- |
| Juliette Binoche   | França               | Chocolat                            | Chocolate                            | Chocolate                    |
| Monica Bellucci    | Itália               | Malèna                              | Malena                               | Malèna                       |
| Margherita Buy     | Itália               | Le fate ignoranti                   | Um Amor Quase Perfeito               |                              |
| Penélope Cruz      | Espanha              | Captain Corelli's Mandolin          | O Capitão Corelli                    | O Capitão Corelli            |
| Isabelle Huppert   | França               | La Pianiste                         | A Professora de Piano                | A Pianista                   |
| Heike Makatsch     | Alemanha             | Gripsholm                           |                                      |                              |
| Carmen Maura       | Espanha              | La comunidad                        |                                      | A Comunidade                 |
| Laura Morante      | Itália               | La stanza del figlio                | O Quarto do Filho                    | O Quarto do Filho            |
| Lena Olin          | Suécia               | Chocolat                            | Chocolate                            | Chocolate                    |
| Franka Potente     | Alemanha             | Der Krieger und die Kaiserin        | A Princesa e o Guerreiro             |                              |
| Charlotte Rampling | Reino Unido          | Sous le sable                       | Sob a Areia                          | Sob a Areia                  |
| Rosa Maria Sardà   | Espanha              | Anita no perd el tren               | Anita Não Perde a Chance             | Anita Não Perde o Comboio    |
| Audrey Tautou      | França               | Le Fabuleux Destin d'Amélie Poulain | O Fabuloso Destino de Amélie Poulain | O Fabuloso Destino de Amélie |
| Rachel Weisz       | Reino Unido          | Enemy at the Gates                  | Círculo do Fogo                      | Inimigo às Portas            |

## Netografia
- «Vencedores dos EFA 2001» (em inglês)
- «Nomeados para os EFA 2001» (em inglês)
- «Nomeados ao Prémio do Público» (em inglês)